# Turdus dissimilis
Turdus dissimilis es una especie de ave paseriforme perteneciente a la familia  Turdidae. Se encuentra en Bangladés, China, India, Laos, Birmania, Pakistán, Tailandia, y Vietnam.
Su hábitat natural son los bosques secos subtropicales o tropicales y los bosques húmedos subtropicales o tropicales de montaña.

## Descripción
Este pájaro mide 18 a 22 cm (centímetros), y tiene un peso de 75 g (gramos). Tiene un claro dimorfismo sexual.
El macho tiene la cabeza y el pecho negro, mientras que el pico es de color amarillo brillante. La parte superior del abdomen y los flancos son de color ladrillo rojo, más o menos intensos, las alas superiores  de color gris oscuro o marrón, dependiendo de la subespecie. La parte inferior del vientre es sucia con las patas blancas y naranja-amarillo.
La hembra tiene una coloración variable en la cabeza que va desde el color oliva al marrón. El dorso y las alas son de color marrón oscuro. Su garganta, parte inferior del abdomen y debajo de la cola son de color blanco. Su pecho está moteado de gris y gris oscuro. La parte superior del abdomen es un color marrón rojizo menos sostenido que en el masculino.
Los jóvenes se parecen a la hembra.